# 圖巴河
圖巴河是俄羅斯的河流，位於克拉斯諾亞爾斯克邊疆區，屬於葉尼塞河的右支流，河道全長119公里，流域面積36,900平方公里，河水主要來自融雪，每年十月至翌年五月結冰。

## 流域
图巴河干流全长119公里；如从卡济尔河源算起，则长507公里。流域面积3.58万平方公里，河深1.5米—2.5米。流域内多为800米以上山地，高度1800-2900米的高山占全流域面积的4%。

## 植被
植被主要是针叶林和针叶阔叶混合林。 
53°57′0″N 91°41′0″E / 53.95000°N 91.68333°E